# Stassa Wahlgren
Anna Kristina Constance «Stassa» Persson-Wahlgren, más conocida como Stassa Wahlgren, fue una actriz sueca.

## Biografía
En 1886 se casó con el actor sueco Carl August Wahlgren, con quien tuvo un hijo, el predicador Frans Olof August Wahlgren.

## Carrera
Apareció en las obras de teatro Paradiset, Prinsessan av Trebizonde, Rosen på Tistelön y Hin och smålänningen. Además, trabajó en revistas del periodista Emil Norlander donde realizó la columna «I grevens tid» (junto a su esposo August en 1892).

## Filmografía

### Teatro
| Año  | Obra                     | Personaje | Teatro            | Notas                   |
| ---- | ------------------------ | --------- | ----------------- | ----------------------- |
| 1906 | Hin och smålänningen     | Titta Grå | Östermalmsteatern | -                       |
| 1887 | Rosen på Tistelön        | Modern    | Vasateatern       | junto a August Wahlgren |
| 1887 | Prinsessan av Trebizonde | Paola     | Vasateatern       | junto a August Wahlgren |
| 1886 | Paradiset                | -         | Vasateatern       | junto a August Wahlgren |